# Whine Up
«Whine Up» es el primer sencillo de la cantante estadounidense ( nació en el Bronx) de dance hall, Kat DeLuna, la cual se encuentra en su álbum debut 9 Lives. Lanzado el 15 de mayo del 2007 en EE. UU.. 
Logró ser N.º 1 en la lista Hot Dance Club Play de Billboard. La canción cuenta con la colaboración de Elephant Man.

## Listas
Promo single
- «Whine Up» (English version) – 3:25
- «Whine Up» (English a capella) – 3:23
- «Whine Up» (instrumental) – 3:28
- «Whine Up» (Spanish version) – 3:41
- «Whine Up» (Spanish a capella) – 3:38

Unofficial remixes by Johnny Vicious:
- «Whine Up» (Johnny Vicious Club Drama Mix)
- «Whine Up» (Johnny Vicious Mix Show)
- «Whine Up» (Johnny Vicious Warehouse Mix Acid Dub)
- «Whine Up» (Johnny Vicious Spanish Mix)

## Posicionamiento
| Listas (2007 / 2008)               | Posición |
| ---------------------------------- | -------- |
| U.S. Billboard Hot Dance Club Play | 1        |
| U.S. Billboard Pop 100             | 17       |
| U.S. Billboard Hot 100             | 29       |
| U.S. Billboard Hot Latin Songs     | 43       |
| Australian ARIA Singles Chart      | 18       |
| Austrian Singles Chart             | 65       |
| Belgium Singles Charts             | 6        |
| Bulgarian National Top 40          | 7        |
| Canadian Hot 100                   | 15       |
| Dutch Charts                       | 51       |
| Euro 200                           | 44       |
| French SNEP Singles Charts         | 9        |
| German Singles Chart               | 24       |
| Peru Top 100                       | 21       |
| Portuguese Singles Charts          | 6        |
| Romanian Singles Chart             | 4        |
| Swiss Singles Chart                | 49       |
| Thailand Singles Chart             | 1        |

### Versiones
En cuanto a idiomas hay 2 versiones: una inglesa y una española